# NK Livar
Le NK Livar est un club slovène de football basé à Ivančna Gorica.

## Historique
- 1973 : fondation du club